# Prunet (Ardèche)
Prunet – miejscowość i gmina we Francji, w regionie Owernia-Rodan-Alpy, w departamencie Ardèche.
Według danych na rok 1990 gminę zamieszkiwały 103 osoby, a gęstość zaludnienia wynosiła 12 osób/km² (wśród 2880 gmin regionu Rodan-Alpy Prunet plasuje się na 1518. miejscu pod względem liczby ludności, natomiast pod względem powierzchni na miejscu 1235.).